# جدار الأعظمية
جدار الأعظمية هو جدار فاصل خرساني بنته القوات الأمريكية في سنة 2007 بارتفاع ثلاثة أمتار في محافظة بغداد لفصل مدينة الأعظمية عن محيطها للتقليل من حوادث العنف الطائفي في العراق.